# Імад Халілі
Імад Халілі (араб. عماد خليلي / швед. Imad Khalili; нар. 3 квітня 1987, Дубай, ОАЕ) — палестинський та шведcький футболіст, півзахисник, футбольний тренер. Виступав за національну збірну Палестини.

## Клубна кар'єра

### Прорив
У 5-річному віці розпочав займатися футболом у місцевому клубі «Хогаборс». Дебютував за першу команду 2002 року, коли йому виповнилося 16 років, і привернув увагу декількох іменитих клубів Європи. Побував на перегляді в шотландському «Селтіку», але вирішив не переїжджати за кордон за порадою шведського гравця Генріка Ларссона, який також розпочав свою кар'єру в «Хогаборсі».
Втомившись від інтересу до себе, взяв півторарічну футбольну перерву, з літа 2003 року до початку 2005 року. Зрештою, він підписав 3-річну угоду з представником Аллсвенскана, «Гельсінгборгом». Однак йому було важко закріпитися в клубі. Дебютував за команду в поєдинку кубку Швеції проти нижчолігового клубу Фйордагер, в якому замінив Бая Джібі Фалля протягом наступних сезонів виступав в оренді за «Раннерс» у данській Суперлізі та «Бункефлю» з Супереттану.
У грудні 2007 року підписав повноцінний контракт з «Норрчепінгом». Клуб щойно виборов підвищення до Аллсвенскана. У сезоні 2008 року команда зазнала труднощів у вищому дивізіоні, що призвело до вильоту до другого дивізіону. Однак Халілі зарекомендував себе як провідний гравець команди протягом наступних сезонів, а в 2010 році допоміг вибороти підвищенням до Аллсвенскана.

### Найкращий бомбардир
У період з 2011 по 2013 рік регулярно виступав в Аллсвенскані за клуб із провінції Естергьотланд, провів 37 матчів та відзначився 13-ма голами у вищому дивізіоні. У середині сезону 2013 року Імадом зацікавився його колишній клуб «Гельсінборг», який завершив трансфер гравця в серпні того ж року.
Продовжив свою вражаючу результативну форму й під час сезону 2013 року у своєму новому клубі, де зрештою став найкращим бомбардиром Аллсвенскана, загалом відзначився 15-ма голами.

### Виступи за кордоном
Напередодні старту сезону 2014 року привернув до себе інтерес з-за кордону, підписав орендну угоду з «Аш-Шабабом» з Саудівської Аравії. У команді швидко став основним гравцем, а в березні 2014 року в переможному (2:1) матчі проти «Ан-Насра» відзначився голом після сольного проходу.
Влітку 2014 року підписав повноцінну угоду з «Шанхай Донья» з китайської Суперліги. Після цього Халілі провів 9 матчів за команду, відзначився двома голами, перш ніж його визнали невигідним через політику щодо міжнародних гравців у лізі. 1 лютого 2015 року отримав статус вільного агента.
Незабаром після цього підписав короткочасний контракт з «Баніясом», повернувшись до своєї рідної країни, Об'єднаних Арабських Еміратів. Провів 8 матчів за клуб протягом весни, відзначився двома голами, перш ніж залишити команду вільним агентом у травні 2015 року.

### Повернення до Швеції
7 липня 2015 року підписав 4,5-річний контракт зі столичним клубом «Гаммарбю» з Аллсвенскану. Там він возз’єднався зі своїм колишнім тренером з «Норрчепінга», Матсом Джінгбладом – нині спортивним директором «Гаммарбю».
Протягом другої половини 2015 року та протягом усього сезону 2016 року не вразив тодішнього тренера Нанне Бергстранд, згодом його використовували лише як гравця ротації. Першим голом в офіційних турнірах за клуб відзначився 17 липня 2016 року в нічийному (3:3) домашньому матчі проти «Фалькенбергса».
Зіграв лише п'ять матчів у середині сезону 2017 року під керівництвом нового тренера Якоба Міхельсена, відправився в оренду до «Броммапойкарни». 11 серпня 2017 року було оголошено про шестимісячну угоду з представником Супереттану. Дебютував за команду декілька днів по тому, вийшов на заміну в другому таймі в матчі проти «Варберга», який закінчився внічию (1:1). Зрештою, Імад провів 7 матчів за «Броммапойкарну», допоміг команді вийти Аллсвенскан, але на початку 2018 року повернувся в Гаммарбю.
У січні 2018 року «Гаммарбю» знову змінив тренера, і головним тренером став Стефан Біллборн. Халілі отримував багато ігрового часу під час підготовки до сезону і 25 лютого відзначився голом у матчі кубку Швеції проти ГАІСа (3:3). Свої виступи в чемпіонаті розпочав як основний гравець та відзначився двома голами у третьому турі, 16 квітня «Гаммарбю» з рахунком 4:0 обіграв колишній клуб Імада, «Броммапойкарна». Зрештою, він завершив сезон 2018 року з 3-ма голами в 21-му поєдинку чемпіонату, а «Гаммарбю» посів 4-те місце в таблиці.
20 лютого 2019 року продовжив контракт з клубом на один рік. У вище вказаному сезоні провів 23 матчі, відзначився 8-ма голами, а клуб посів 3 місце в Алсвенскані, зокрема наприкінці сезону здобув 8 перемог поспіль.
У сезоні 2020 року, який відклали через пандемію COVID-19, Халілі здебільшого виходив з лави запасних і загалом провів 22 матчі, відзначився чотирьма голами в чемпіонаті, а його команда посіла 8 місце в підсумковій таблиці.
14 квітня 2021 року було оголошено, що Халілі стане помічником тренера в «Гаммарбю», зосередившись на індивідуальному розвитку команди, а також матиме право бути гравцем до завершення року. 30 травня 2021 року Халілі допоміг виграти кубок Швеції 2020/21 у складі «Гаммарбю», допоміг перемогти у фіналі з рахунком 5:4 у серії післяметчевих пенальті (0:0 після основного часу) проти «Геккена».

## Кар'єра в збірній
На юнацькому та молодіжному рівні виступав за збірну Швеції.
У 2014 році прийняв пропозицію грати на міжнародному рівні за Палестину, але залишив табір збірної через травму. На дорослому рівні мав право грати за Палестину, ОАЕ чи Швецію.

## Особисте життя
Народився в місті Дубай, Об'єднані Арабські Емірати в родині ліванських палестинців. У юному віці сім'я оселилася в містечку Гельсінгборг, на півдні Швеції.
Двоюрідний брат іншого професіонального футболіста Абдула Халілі, гравця молодіжної збірної Швеції, яка виграла молодіжний чемпіонат Європи 2015 року. Інший двоюрідний брат, Мустафа Зейдан, раніше виступав у молодіжній системі «Астон Вілли».

## Статистика виступів

### Клубна
Станом на 7 березня 2021
| Клуб                      | Сезон             | Ліга                        | Ліга  | Ліга | Кубок | Кубок | Континентальні | Континентальні | Загалом | Загалом |
| Клуб                      | Сезон             | Дивізіон                    | Матчі | Голи | Матчі | Голи  | Матчі          | Голи           | Матчі   | Голи    |
| ------------------------- | ----------------- | --------------------------- | ----- | ---- | ----- | ----- | -------------- | -------------- | ------- | ------- |
| «Гельсінгборг»            | 2005              | Аллсвенскан                 | 15    | 1    | —     | —     | —              | —              | 15      | 1       |
| «Гельсінгборг»            | 2006              | Аллсвенскан                 | 8     | 0    | —     | —     | —              | —              | 8       | 0       |
| «Гельсінгборг»            | 2007              | Аллсвенскан                 | 4     | 0    | —     | —     | —              | —              | 4       | 0       |
| «Гельсінгборг»            | Загалом           | Загалом                     | 27    | 1    | 0     | 0     | 0              | 0              | 27      | 1       |
| «Раннерс» (оренда)        | 2006–07           | Суперліга Данії             | 2     | 0    | 0     | 0     | —              | —              | 2       | 0       |
| «Бункефлю» (оренда)       | 2008              | Супереттан                  | 18    | 6    | 0     | 0     | —              | —              | 18      | 6       |
| «Норрчепінг»              | 2008              | Аллсвенскан                 | 17    | 2    | —     | —     | —              | —              | 17      | 2       |
| «Норрчепінг»              | 2009              | Супереттан                  | 19    | 8    | 1     | 0     | —              | —              | 20      | 1       |
| «Норрчепінг»              | 2010              | Супереттан                  | 18    | 7    | 2     | 0     | —              | —              | 20      | 7       |
| «Норрчепінг»              | 2011              | Аллсвенскан                 | 14    | 2    | 0     | 0     | —              | —              | 14      | 2       |
| «Норрчепінг»              | 2012              | Аллсвенскан                 | 20    | 4    | 0     | 0     | —              | —              | 20      | 4       |
| «Норрчепінг»              | 2013              | Аллсвенскан                 | 13    | 7    | 3     | 0     | —              | —              | 16      | 7       |
| «Норрчепінг»              | Загалом           | Загалом                     | 101   | 30   | 6     | 0     | 0              | 0              | 107     | 30      |
| «Гельсінгборг»            | 2013              | Аллсвенскан                 | 10    | 8    | 1     | 0     | —              | —              | 11      | 8       |
| «Аш-Шабаб» (оренда)       | 2013–14           | Про ліга Саудівської Аравії | 6     | 2    | 0     | 0     | 4              | 0              | 10      | 2       |
| «Шанхай Донья»            | 2014              | Китайська Суперліга         | 9     | 2    | 0     | 0     | —              | —              | 9       | 2       |
| «Баніяс»                  | 2014–15           | Про ліга ОАЕ                | 8     | 2    | 0     | 0     | —              | —              | 8       | 2       |
| «Гаммарбю»                | 2015              | Аллсвенскан                 | 12    | 0    | 0     | 0     | —              | —              | 12      | 0       |
| «Гаммарбю»                | 2016              | Аллсвенскан                 | 17    | 1    | 4     | 1     | 0              | 0              | 21      | 1       |
| «Гаммарбю»                | 2017              | Аллсвенскан                 | 5     | 0    | 2     | 1     | 0              | 0              | 7       | 1       |
| «Гаммарбю»                | 2018              | Аллсвенскан                 | 21    | 3    | 4     | 1     | 0              | 0              | 25      | 4       |
| «Гаммарбю»                | 2019              | Аллсвенскан                 | 23    | 8    | 1     | 0     | 0              | 0              | 24      | 8       |
| «Гаммарбю»                | 2020              | Аллсвенскан                 | 22    | 4    | 4     | 1     | 1              | 0              | 27      | 4       |
| «Гаммарбю»                | 2021              | Аллсвенскан                 | 0     | 0    | 1     | 0     | 0              | 0              | 0       | 0       |
| «Гаммарбю»                | Загалом           | Загалом                     | 100   | 16   | 16    | 4     | 1              | 0              | 117     | 19      |
| «Броммапойкарна» (оренда) | 2017              | Супереттан                  | 7     | 0    | 0     | 0     | —              | —              | 7       | 0       |
| Усього за кар'єру         | Усього за кар'єру | Усього за кар'єру           | 286   | 67   | 23    | 4     | 5              | 0              | 315     | 71      |

## Досягнення
«Аш-Шабаб»
- Королівський кубок Саудівської Аравії
  -  Володар (1): 2014

«Броммапойкарна»
- Супереттан
  -  Чемпіон (1): 2017

«Гаммарбю»
- Кубок Швеції
  -  Володар (1): 2020/21

Індивідуальні
- Найкращий бомбардир Аллсвенскана (1): 2013